# Derek Scott Henderson
Derek Scott Henderson (* 28. Oktober 1929 in Durban, Provinz Natal; † 7. August 2009 in Grahamstown, Ostkap) war ein südafrikanischer Computerwissenschaftler und Pädagoge.

## Leben
Henderson war der Sohn von Ian Scott and Kathleen Elizabeth Henderson, geborene White. Im Dezember 1945 schloss er das St John’s College in Johannesburg ab. Im Dezember 1948 erwarb er den Bachelor of Science mit Auszeichnungen in Mathematik, angewandter Mathematik und Physik. Im Juni 1951 erhielt er den Bachelor of Arts mit Auszeichnung am Lincoln College der University of Oxford und im Juni 1953 den Bachelor of Arts mit Auszeichnung im Logik-Abschnitt des Tripos Geisteswissenschaften am St John’s College der University of Cambridge. Von Oktober 1953 bis Dezember 1956 war er Management-Trainee bei der Anglo American Corporation of South Africa. 1955 erlangte er den Master-Abschluss am Lincoln College der University of Oxford und 1957 den Master-Abschluss am St. John’s College der University of Cambridge. 1956 war er Privatsekretär des südafrikanischen Geschäftsmanns Harry Oppenheimer. Von Januar bis September 1957 war er Lecturer für Mathematik an der Witwatersrand-Universität, von 1957 bis Juni 1960 an der Harvard University. Im August 1958 heiratete er die Geographie-Lehrerin Thelma Muriel Mullins, mit der er zwei Töchter hatte. 1958 erhielt er ein Postgraduierten-Stipendium des Unternehmens Standard Oil of Ohio und 1959 ein Predoctoral Fellowship der Bell Telephone Laboratories an der Harvard University. Im Juni 1960 wurde er mit der Dissertation Logical design of arithmetic units an der Harvard University in angewandter Mathematik zum Ph.D. promoviert, wo er ab 1957 mit Unterstützung eines Gordon-McKay-Stipendiums sein Doktoratsstudium absolvierte. Von Juni 1960 bis September 1962 war er Ingenieur im Architekturteam der Advanced Systems Devision der IBM Corporation in Poughkeepsie, New York, das den Prototyp des IBM System/360 entwickelte. Von September 1962 bis 1964 war er Senior Lecturer im Rechenzentrum der Witwatersrand-Universität. Von 1964 bis 1969 war er Direktor des Rechenzentrums der Witwatersrand-Universität. Während dieser Zeit wuchs das Zentrum von einem Ein-Mann-Betrieb mit einem IBM 1620 Typ 1 Computer zu einer umfassenden Einheit mit dem Time-Sharing-System IBM System/360 Model 50 und einem Personalbestand von über 20 Mitarbeitern. Im Januar 1967 wurde Henderson zum ersten Professor für Informatik in Südafrika ernannt. Von Januar 1970 bis September 1975 war er Professor für Informatik und Leiter der Abteilung für angewandte Mathematik an der Witwatersrand-Universität. Von 1974 bis 1975 war er Dekan der naturwissenschaftlichen Fakultät der Witwatersrand-Universität. Von 1975 bis 1996 war er Vizekanzler und Rektor der Rhodes-Universität in Grahamstown.

## Mitgliedschaften
Henderson war Präsident des South African Council for Automation and Control (SACAC) (ab 1974), Vize-Vorsitzender im Leather Industries Research Institute in Grahamstown (ab 1975), Vize-Vorsitzender der 1820 Foundation in Grahamstown, von 1982 bis 1987 Vorstandsmitglied im Council for Scientific and Industrial Research (CSIR), von 1976 bis 1996 Vorstandsvorsitzender des J. L. B. Smith Institute of Ichthyology in Grahamstown, von 1983 bis 1988 Leiter des SABINET (ein Computernetzwerk, das alle größeren südafrikanischen Bibliotheken verbindet) sowie von 1990 bis 1993 Direktor der South African Broadcasting Corporation. Zudem war er Mitglied bei der Computer Society of Southern Africa (ab 1974), bei Sigma Xi, bei der Royal Society of South Africa und im wissenschaftlichen Beirat des St Andrew’s College (1988).